# Fernando Faro
Fernando Abílio de Faro dos Santos (Aracaju, 21 de junho de 1927 – São Paulo, 25 de abril de 2016) foi um jornalista, produtor musical e diretor de televisão.

## Biografia
Era neto de dono de engenho. Quando era criança, perdeu o pai, Abílio da Costa Santos, morto em um acidente durante uma partida de futebol. A família mudou-se, então, para Laranjeiras (SE) e depois para Salvador (BA).
Mais tarde, Faro se mudou para São Paulo para cursar a Faculdade de Direito do Largo São Francisco, da Universidade de São Paulo (USP). Abandonou o curso no terceiro ano para para trabalhar como jornalista.
Estreou na TV no início da década de 1950, na TV Paulista, na qual foi diretor, escreveu teleteatros e produziu shows e programas de TV para artistas como Chico Buarque, Gilberto Gil, Caetano Veloso, Elis Regina e Gal Costa. Seu maior trabalho foi o programa Ensaio na TV Cultura de São Paulo. Este programa possuía um formato único no qual apenas o entrevistado aparecia, mesclando respostas a perguntas do entrevistador (as quais não eram ouvidas e feitas pelo próprio Faro) e performances.
Além de Ensaio, Faro idealizou programas como Móbile, Hora da Bossa, TV Vanguarda e Divino Maravilhoso em suas passagens por emissoras como TV Tupi, TV Excelsior, Rede Globo, Rede Bandeirantes e TV Record.
Em 2007, para comemorar os 80 anos de Faro, a Fundação Padre Anchieta lançou sua biografia, "Baixo - Fernando Faro", cujo título é uma referência ao termo que ele usava para chamar qualquer um à sua volta: "Ô, baixo!" e também ao apelido que lhe foi dado por Cassiano Gabus Mendes pela sua altura que era 1,65 e pela fala tranquila.
Faro morreu em 25 de abril de 2016, aos 88 anos, vítima de uma infecção pulmonar após ficar internado por 3 meses. Foi sepultado no Cemitério do Araçá.